# Фрейтаг фон Лорінггофен

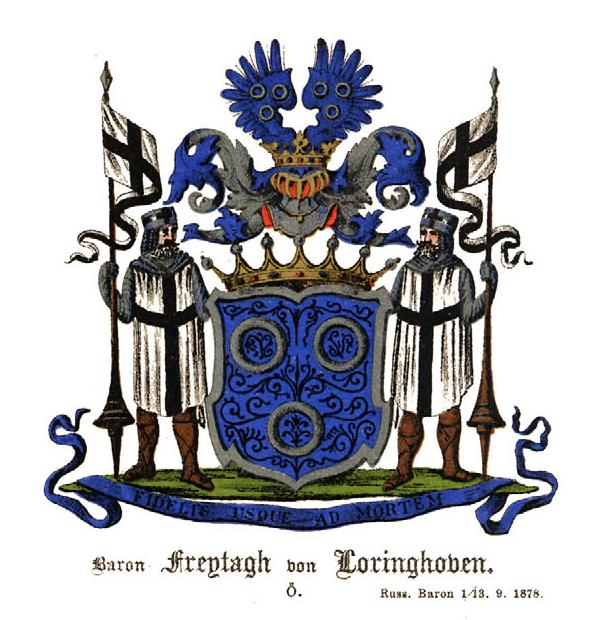
Родовий герб.

Фрейтаг фон Лорінггофен (нім. Freytag von Loringhoven) — рід німецьких та російських баронів.

## Історія
Дуже давній вестфальський рід, відомий з XII століття.
Указом російського імператора від 1 вересня 1878 року баронам Карлу-Йогану і Карлу Готлібу Фрейтагам фон Лорінггофенам, а також їхнім нащадкам, було дозволено користуватись титулом барона Російської імперії.

## Герб
У блакитному щиті з дамаським візерунком 3 срібних кільця — 2 вгорі, 1 внизу.
Над щитом баронська корона і баронський коронований шолом. Нашоломник — 2 блакитних орлиних крила з візерунком, на кожному по 3 срібних кільця — 2 вгорі, 1 внизу. Намет блакитний з сріблом. Щитотримачі — 2 лицаря Лівонського ордену зі списами в руках. Девіз: «FIDELIS USQUE AD MORTEM» (укр. Вірний до смерті) сріблом по блакитному.

## Відомі представники
- Йоганн Фрейтаг фон Лорінггофен (1430—1494) — магістр Лівонського ордену (1483—1494).
- Ельза фон Фрейтаг-Лорінггофен (1874—1927) — німецька художниця.
- Аксель фон Фрейтаг-Лорінггофен (1878—1942) — німецький юрист.
- Вессель Фрейтаг фон Лорінггофен (1899—1944) — німецький офіцер, оберст вермахту.
- Бернд Фрейтаг фон Лорінггофен (1914—2007) — німецький офіцер, майор вермахту, генерал-лейтенант бундесверу.
- Арндт Фрейтаг фон Лорінггофен (1956) — німецький дипломат, віце-президент БНД (2007—2010).